# Андреевка (Адамовский район)
Андреевка — село в Адамовском районе Оренбургской области России. Входит в состав Теренсайского сельсовета. Проживают русские и казахи.

## География
Посёлок находится в восточной части региона, в подзоне типчаково-ковыльных степей, по обоим берегам реки Жусы, при впадении Жуламансай.
Климат
Климат характеризуется как резко континентальный с морозной зимой и жарким летом. Среднегодовая температура воздуха составляет 1,5 °C . Абсолютный максимум температуры воздуха составляет 42 °C; абсолютный минимум — −42 °C. Среднегодовое количество атмосферных осадков составляет 280—330 мм. При этом около 75 % осадков выпадает в тёплый период. Снежный покров держится в среднем около 152 дней в году.

## История
Село основано в 1905 г. переселенцами с Украины. Названо в честь первопоселенца Андрея Вута.
В 1929 году организован колхоз имени Чапаева.
С 1957 года 4-е отделение совхоза «Каинды-Кумакский».

## Население
| 2010 |
| ---- |
| 258  |

Национальный состав
Согласно результатам переписи 2002 года, в национальной структуре населения
казахи составляли 53 %, русские 36 % из 317 чел..

## Инфраструктура
Развито было коллективное сельское хозяйство (колхоз имени Чапаева, совхоз «Каинды-Кумакский»).
Путевое хозяйство Южно-Уральской железной дороги. Действует остановочный пункт 412 километр.

## Транспорт
Автомобильный и железнодорожный транспорт. Ходит электричка 6611 «Айдырля — Орск». В пешей доступности автодорога 53К-4301000 «Оренбург — Орск».